# Decimio Rustico
Decimio Rustico (latino: Decimius Rusticus; fl. 408-411) è stato un politico romano dell'Impero romano d'Occidente, soprannominato praefectus tyrannorum per il fatto che fu al servizio di usurpatori (come Costantino III e il figlio Costante).

## Biografia
Rustico era amico di Apollinare; aveva un nipote di nome Aquilino, che fu compagno di studi del nipote di Apollinare, il poeta Sidonio Apollinare.
Fu magister officiorum nel 408 sotto l'usurpatore Costantino III. Accompagnò il Cesare usurpatore Costante, figlio di Costantino III, in Spagna (probabilmente nel 408).
È probabilmente l'innominato Prefetto del pretorio delle Gallie, successore di Apollinare scelto da Costante quando questi divenne augusto (probabilmente nel 409).
Era in Spagna con Costante quando il generale Geronzio si ribellò; Rustico fuggì insieme a Costante presso Costantino III in Gallia, ma venne catturato e ucciso da uomini inviati dal legittimo imperatore d'Occidente Onorio.